# Galina Kravčenko
Galina Kravčenko (Kazan', 11 febbraio 1905 – Mosca, 5 marzo 1996) è stata un'attrice sovietica.

## Filmografia parziale

### Attrice
- La solista di Sua Maestà (Solistka evo veličestva), regia di Michail Evgen'evič Verner (1927)
- L'allegro canarino (Vesëlaja kanarejka), regia di Lev Vladimirovič Kulešov (1929)
- Kometa, regia di Valerij Ivanovič Inkižinov (1929)

## Premi
- Artista onorato della RSFSR